# Chandler, Arizona
Chandler este un oraș din comitatul Maricopa, statul Arizona al Statelor Unite ale Americii.Populația orașului era de 236,123.Este un oraș însorit.
1. ↑   https://www.chandleraz.gov/government/mayor-and-council, accesat în 9 mai 2022 Lipsește sau este vid: |title= (ajutor)
2. ↑  Recensământul Statelor Unite ale Americii din 2010, accesat în 9 iulie 2020